# Dicksonia squarrosa
El Árbol Helecho de Nueva Zelanda, o Wheki en idioma maorí, (Dicksonia squarrosa) es un helecho arborescente de talla mediana con un tronco alto, delgado y café.

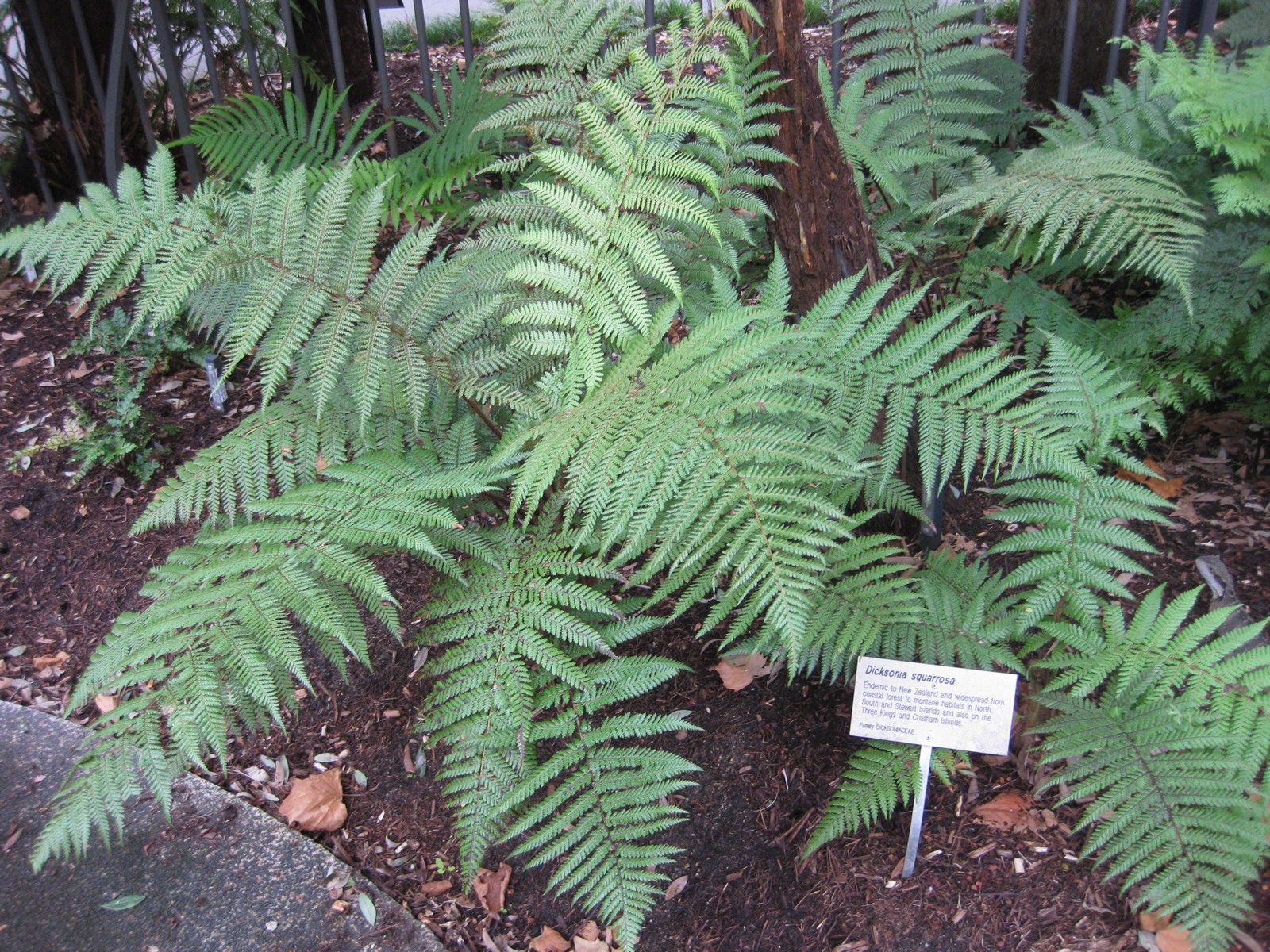
Frondes

## Descripción
Este helecho produce pocas frondas, las cuales brotan en una forma horizontal. Las frondas alcanzan 1.5 – 3 m de largo, mucho más pequeñas que las de las otras variedades de Cyathea, y son totalmente frescas al tacto. Estas forman una pequeña "sombrilla" en la parte alta del tronco. Tiene un ritmo de crecimiento rápido y alcanza hasta 10 cm en un año, llegando a medir hasta 6 m de alto.
Se les encuentra a veces brotando sobre piezas aparentemente muertas de troncos. Los troncos son con frecuencia usados para hacer cercas o delinear límites y las frondas con frecuencia brotan de lado si el tronco realmente está muerto.
El Árbol Helecho de Nueva Zelanda es algo resistente al frío y tolerante al sol y el viento, pero es más conveniente en sitios con sombra parcial y un mínimo de viento. Tolera cierto grado de exposición a los elementos pero puede verse completamente desaliñado en tal situación. Debería considerarse alguna protección en los meses de invierno en climas con temperaturas debajo de los 4-5 C, ej. tela para proporcionar sombra o paja acomodada en la corona. Las frondas son pequeñas y compactas, haciéndolo una planta de contenedor o de jardín ideal donde el espacio es limitado.
También se le conoce como Wheki en idioma maorí, Dicksonia squarrosa es muy común en los bosques nativos de Nueva Zelanda. Otros nombres comunes incluyen Árbol Helecho Rugoso (Rough Tree Fern) y el árbol helecho café.

## Taxonomía
Dicksonia squarrosa fue descrita por  (G.Forst.) Sw. y publicado en Schrad. Journ. 1800 [2]. 90. 1801. HB. 51. Chr. 314. NPfl. 120 1800.